# Miss Universo 2022
Miss Universo 2022, la 71.ª edición del concurso Miss Universo, se llevó a cabo en el Centro de Convenciones Ernest N. Morial de Nueva Orleans (Estados Unidos) el 14 de enero de 2023. Esta fue la primera edición realizada bajo la propiedad de JKN Global Group.
Representantes provenientes de ochenta y tres países y territorios compitieron por el título en esta edición del concurso. Al final del evento, Miss Universo 2021, Harnaaz Sandhu de la India, coronó como su sucesora a R'Bonney Gabriel de Estados Unidos. Es la novena victoria de Estados Unidos, después de las de 1954, 1956, 1960, 1967, 1980, 1995, 1997 y 2012. Gabriel fue la candidata de mayor edad en ser coronada, superando a Andrea Meza (Miss Universo 2020).
El concurso fue presentado por Jeannie Mai, quien actuó como corresponsal tras bambalinas en la edición de 2014, y Olivia Culpo, Miss Universo 2012, quien fue presentadora en la edición de 2020. Como corresponsales tras bambalinas actuaron Catriona Gray, Miss Universo 2018, y Zuri Hall.
Esta edición fue la primera desde 1954 que no se transmitió por ninguna cadena de televisión importante en Estados Unidos, pero se transmitió en el proveedor de streaming Roku como el transmisor oficial del concurso por primera vez.

## Antecedentes

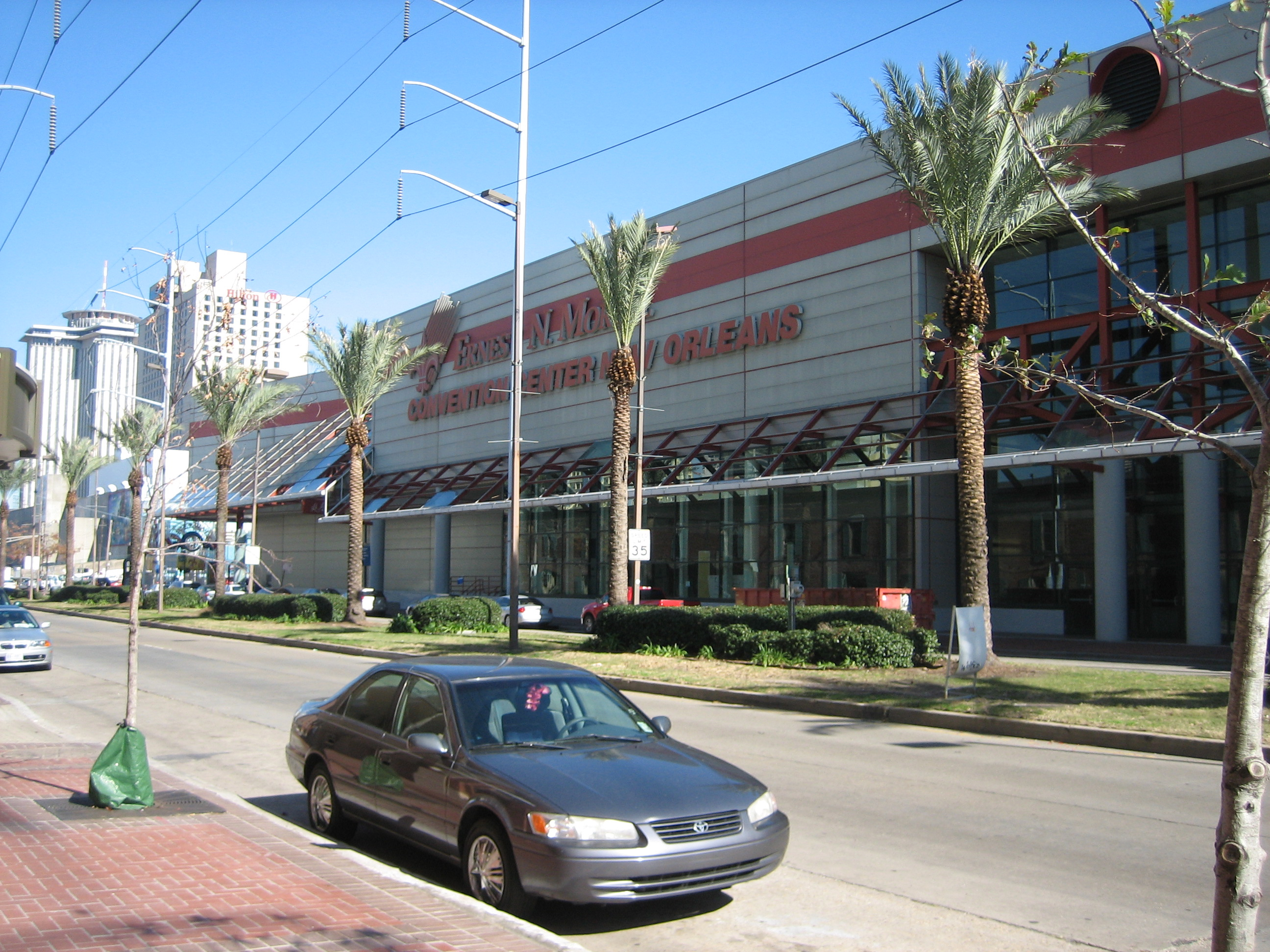
Centro de Convenciones Ernest N. Morial, recinto sede de Miss Universo 2022

### Sede y fecha
En septiembre de 2022, el periódico puertorriqueño El Vocero informó que se había enviado un correo electrónico a los directores nacionales indicando que la edición 2022 de Miss Universo se llevaría a cabo en el primer trimestre de 2023, debido al posible choque de fechas con la Copa Mundial de Fútbol de 2022 en noviembre y diciembre de 2022. El Vocero también informó que Los Ángeles, Miami y Nueva Orleans en los Estados Unidos y Nha Trang en Vietnam fueron consideradas como posibles ciudades anfitrionas.
Más tarde en septiembre, la presidenta de la Organización Miss Universo, Paula Shugart, declaró en una entrevista con ABS-CBN News and Current Affairs que el concurso se llevaría a cabo en enero de 2023, y confirmó que el motivo del aplazamiento era evitar un posible conflicto con la Copa Mundial de Fútbol de 2022. Shugart también confirmó que la ciudad anfitriona probablemente se anunciaría durante la próxima semana. El 19 de septiembre, la Organización Miss Universo nció que el concurso se llevaría a cabo el 14 de enero de 2023 en el Centro de Convenciones Ernest N. Morial en Nueva Orleans (Luisiana). Esta fue la cuarta vez en la historia del concurso que el evento se lleva a cabo después de que haya terminado el año calendario relativo; esto ocurrió anteriormente durante Miss Universo 2014, Miss Universo 2016 y Miss Universo 2020, que se llevaron a cabo el año siguiente.

### Selección de candidatas
Tashi Choden de Bután se convirtió en la segunda mujer abiertamente lesbiana en competir en Miss Universo, después de Swe Zin Htet de Birmania en 2019.

#### Reemplazos
Chloe Powery-Doxey, la primera finalista de Miss Universo Islas Caimán 2022, fue designada para representar a las Islas Caimán después de que la ganadora original, Tiffany Conolly, fue acusada de cometer un ataque. Floriane Bascou, la primera finalista de Miss Francia 2022, fue designada para representar a Francia después de que la ganadora original, Diane Leyre, decidió no competir debido a la falta de tiempo para la preparación. Leyre finalmente compitió al año siguiente. Camila Sanabria, la primera finalista de Miss Bolivia 2022, fue designada para representar a Bolivia después de que la ganadora original, Fernanda Pavisic, fue destituida por burlarse de las fotos de otras candidatas a Miss Universo en sus historias de Instagram.

#### Debuts, regresos y retiros
Esta edición marcó el debut de Bután y los regresos de Angola, Belice, Birmania, Indonesia, Kirguistán, Líbano, Malasia, Santa Lucía, Seychelles, Suiza, Trinidad y Tobago y Uruguay. Seychelles compitió anteriormente en 1995, lo que hace que esta edición sea su primera vez compitiendo después de una ausencia de veintisiete años. Trinidad y Tobago compitió por última vez en 2017, Kirguistán, Líbano y Suiza compitieron por última vez en 2018, Angola y Santa Lucía compitieron por última vez en 2019, mientras que los demás compitieron por última vez en 2020. Dinamarca, Hungría, Irlanda, Israel, Kenia, Marruecos, Rumania y Suecia se retiraron después de que sus respectivas organizaciones no lograron realizar un concurso nacional o designar a una candidata. Israel se retiró después de que se cancelara el concurso Miss Israel. Diana Tashimbetova originalmente iba a representar a Kazajistán, pero fue destituida y no fue reemplazada por el titular de la licencia kazaja después de una serie de disputas entre Tashimbetova y el titular de la licencia sobre la falta de apoyo que recibió Tashimbetova por parte de ellos para su participación en Miss Universo. Se esperaba que Letonia compita por primera vez desde 2006, pero su candidata elegida, Kate Alexeeva, se retiró de la competencia después de dar positivo por COVID-19 antes de su partida. Ida Anette Hauan representó a Noruega y participó en todas las fases del concurso, pero se retiró de la competencia unas horas antes de la transmisión final después de dar positivo por COVID-19.

## Resultados
| Posición           | Candidata |
| ------------------ | --- |
| Miss Universo 2022 | - Estados Unidos - R'Bonney Gabriel |
| Primera finalista  | - Venezuela - Amanda Dudamel |
| Segunda finalista  | - República Dominicana - Andreína Martínez |
| Top 5              | - Curazao - Gabriëla Dos Santos - Puerto Rico - Ashley Cariño |

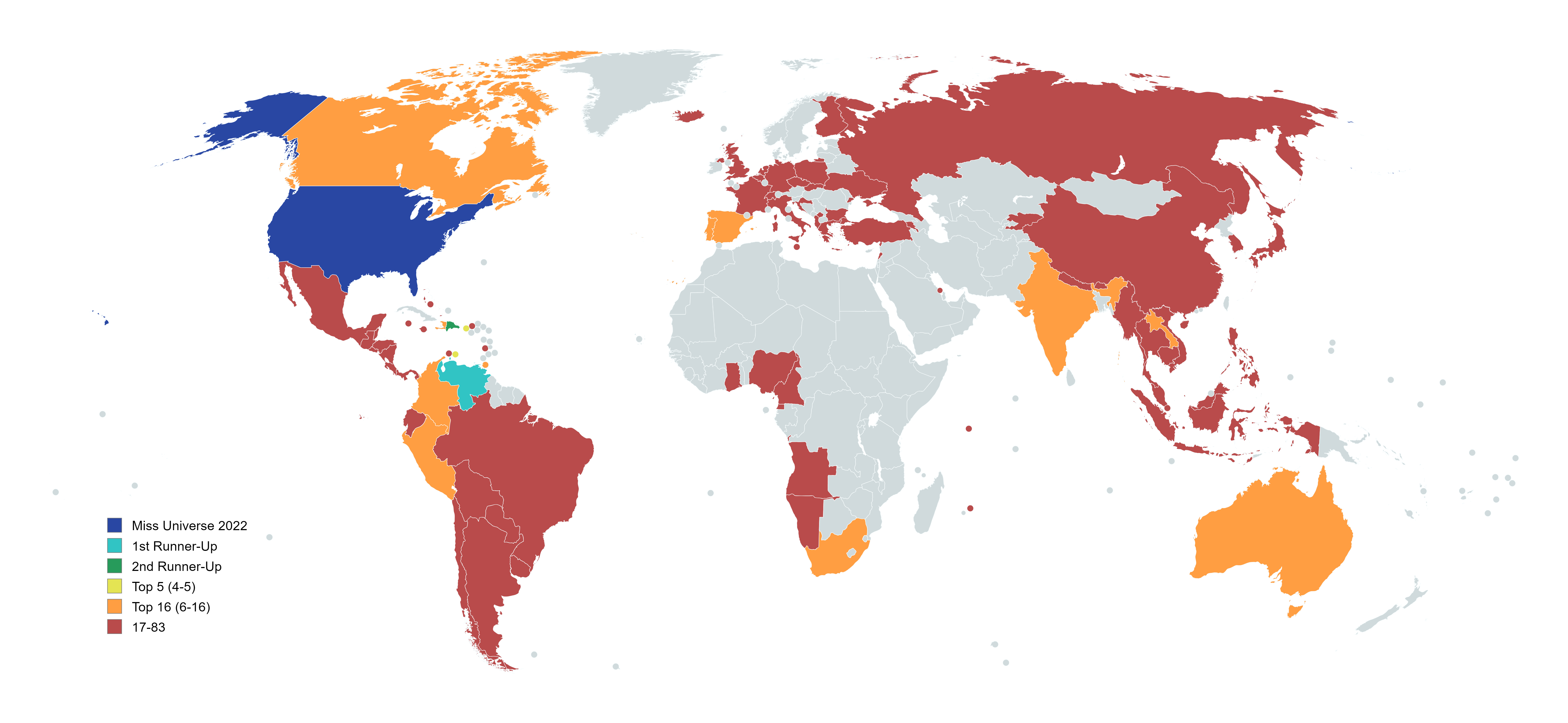
Países y territorios que enviaron candidatas y resultados para Miss Universo 2022

| Top 16             | - Australia - Monique Riley - Canadá - Amelia Tu - Colombia - María Fernanda Aristizábal - España - Alicia Faubel - Haití - Mideline Phelizor - India - Divita Rai - Laos - Payengxa Lor Δ - Perú - Alessia Rovegno - Portugal - Telma Madeira - Sudáfrica - Ndavi Nokeri - Trinidad y Tobago - Tya Jané Ramey |

- Δ Elegida para el Top 16 por votación del público

### Premios especiales

#### Premios mayores
| Premio                              | Candidata                                          |
| ----------------------------------- | -------------------------------------------------- |
| Mejor traje nacional                | - Ucrania - Viktoria Apanasenko                    |
| Ganadora de la votación del público | - Laos - Payengxa Lor                              |
| Miss Simpatía                       | - Chile - Sofia Depassier - Malta - Maxine Formosa |

#### Premios de patrocinadores
| Premio                                               | Candidata                        |
| ---------------------------------------------------- | -------------------------------- |
| Premio Espíritu del carnaval de Carnival Cruise Line | - Ucrania - Viktoria Apanasenko  |
| Premio al impacto social de Invisi Smart             | - Tailandia - Anna Sueangam-iam  |
| Votación por capas de trajes de baños                | - Vietnam - Nguyễn Thị Ngọc Châu |

## El concurso

### Formato
La Organización Miss Universo introdujo varios cambios específicos al formato para esta edición. Inicialmente, se especuló que las cuartofinalistas regresarían a veinte, similar al número de cuartofinalistas entre 2018 y 2019. Sin embargo, debido al tiempo limitado de transmisión del evento final, se mantuvo el número de cuartofinalistas en dieciséis, el mismo número de cuartofinalistas en 2021. Los resultados de la competencia preliminar (que consistió en la competencia de trajes de baño, la competencia de trajes de noche y la entrevista a puerta cerrada) determinaron a las primeras quince cuartofinalistas que avanzaron en el primer corte. También se utilizó la votación por internet, con los fanáticos pudiendo votar por otra delegada para avanzar a los cuartos de final. Las dieciséis cuartofinalistas compitieron tanto en la competencia de trajes de baño como en la de trajes de noche y se redujeron a cinco después. Las cinco finalistas compitieron en la ronda de preguntas y respuestas, y se eligieron las tres finalistas. La porción del discurso final regresó, después de lo cual se anunciaron Miss Universo 2022 y sus dos finalistas.

### Comité de selección
El comité de selección estuvo conformado por las siguientes diez personas:
- Ximena Navarrete, actriz, modelo, presentadora de televisión mexicana y Miss Universo 2010
- Big Freedia, rapera e intérprete estadounidense
- Mara Martin, modelo estadounidense y cofundadora de Vyral Media PR
- Wendy Fitzwilliam, Miss Universo 1998 de Trinidad y Tobago
- Emily Austin, actriz, periodista deportiva, modelo y personalidad de redes sociales estadounidense
- Olivia Quido, directora ejecutiva y fundadora de O Skin Med Spa filipina
- Myrka Dellanos, presentadora de radio y televisión estadounidense, periodista y autora
- Sweta Patel, autora, miembro del consejo de Forbes y fundadora de Healveda
- Olivia Jordan, actriz, modelo, presentadora de televisión estadounidense y Miss USA 2015 (solo como jueza preliminar)
- Kathleen Ventrella, directora de marketing de Impact WayV (solo como jueza preliminar)

## Candidatas
Ochenta y tres candidatas compitieron por el título.
| País/Territorio           | Candidata                    | Edad | Procedencia                |
| ------------------------- | ---------------------------- | ---- | -------------------------- |
| Albania                   | Deta Kokomani                | 21   | Durrës                     |
| Alemania                  | Soraya Kohlmann              | 24   | Leipzig                    |
| Angola                    | Swelia António               | 25   | Benguela                   |
| Argentina                 | Bárbara Cabrera Δ            | 26   | Buenos Aires               |
| Armenia                   | Kristina Ayanian Δ           | 25   | Ereván                     |
| Aruba                     | Kiara Arends Δ               | 23   | Oranjestad                 |
| Australia                 | Monique Riley                | 27   | Sídney                     |
| Bahamas                   | Angel Cartwright             | 27   | Isla Larga                 |
| Baréin                    | Evlin Khalifa                | 23   | Riffa                      |
| Bélgica                   | Chayenne van Aarle           | 23   | Amberes                    |
| Belice                    | Ashley Lightburn             | 25   | Ciudad de Belice           |
| Birmania                  | Zar Li Moe                   | 20   | Bhamo                      |
| Bolivia                   | Camila Sanabria Δ            | 28   | Santa Cruz de la Sierra    |
| Brasil                    | Mia Mamede                   | 27   | Vitória                    |
| Bulgaria                  | Kristina Plamenova Δ         | 26   | Byala Slátina              |
| Bután                     | Tashi Choden                 | 24   | Wangdue Phodrang           |
| Camboya                   | Manita Hang                  | 24   | Nom Pen                    |
| Camerún                   | Monalisa Mouketey Δ          | 26   | Duala                      |
| Canadá                    | Amelia Tu                    | 21   | Vancouver                  |
| Chile                     | Sofía Depassier              | 24   | Santiago                   |
| China                     | Jiang Sichen                 | 25   | Shanghái                   |
| Colombia                  | María Fernanda Aristizábal Δ | 25   | Armenia                    |
| Corea del Sur             | Hanna Kim Δ                  | 23   | Seúl                       |
| Costa Rica                | Fernanda Rodríguez           | 25   | San Carlos                 |
| Croacia                   | Arijana Podgajski            | 19   | Krapina                    |
| Curazao                   | Gabriëla Dos Santos          | 20   | Willemstad                 |
| Ecuador                   | Nayelhi González             | 26   | Esmeraldas                 |
| El Salvador               | Alejandra Guajardo           | 27   | Cabañas                    |
| Eslovaquia                | Karolína Michalčíková        | 23   | Trenčín                    |
| España                    | Alicia Faubel                | 26   | Alicante                   |
| Estados Unidos            | R'Bonney Gabriel             | 28   | Houston                    |
| Filipinas                 | Celeste Cortesi              | 25   | Pásay                      |
| Finlandia                 | Petra Hämäläinen             | 26   | Savonlinna                 |
| Francia                   | Floriane Bascou Δ            | 21   | Le Lamentin                |
| Ghana                     | Engracia Mofuman             | 27   | Kumasi                     |
| Gran Bretaña              | Noky Simbani                 | 26   | Derby                      |
| Grecia                    | Korina Emmanouilidou         | 22   | Kozani                     |
| Guatemala                 | Ivana Batchelor Δ            | 22   | Quetzaltenango             |
| Guinea Ecuatorial         | Alba Isabel Obama            | 20   | Mbini                      |
| Haití                     | Mideline Phelizor            | 27   | Puerto Príncipe            |
| Honduras                  | Rebeca Rodríguez             | 20   | San Pedro Sula             |
| India                     | Divita Rai Δ                 | 25   | Mangalore                  |
| Indonesia                 | Laksmi De-Neefe Suardana     | 26   | Ubud                       |
| Islandia                  | Hrafnhildur Haraldsdóttir    | 18   | Reikiavik                  |
| Islas Caimán              | Chloe Powery-Doxey Δ         | 25   | George Town                |
| Islas Vírgenes Británicas | Lia Claxton Δ                | 18   | Tórtola                    |
| Italia                    | Virginia Stablum             | 24   | Trento                     |
| Jamaica                   | Toshami Calvin               | 26   | Santo Tomás                |
| Japón                     | Marybelen Sakamoto           | 24   | Chiba                      |
| Kirguistán                | Altynai Botoyarova Δ         | 18   | Biskek                     |
| Kosovo                    | Roksana Ibrahimi             | 21   | Pristina                   |
| Laos                      | Payengxa Lor                 | 21   | Vientián                   |
| Líbano                    | Yasmina Zaytoun              | 20   | Kfarchouba                 |
| Malasia                   | Lesley Cheam                 | 26   | Semenyih                   |
| Malta                     | Maxine Formosa Gruppetta Δ   | 21   | San Julián                 |
| Mauricio                  | Alexandrine Belle-Étoile Δ   | 25   | Curepipe                   |
| México                    | Irma Miranda                 | 26   | Ciudad Obregón             |
| Namibia                   | Cassia Sharpley              | 21   | Windhoek                   |
| Nepal                     | Sophiya Bhujel               | 27   | Katmandú                   |
| Nicaragua                 | Norma Huembes                | 24   | San Marcos                 |
| Nigeria                   | Hannah Iribhogbe             | 21   | Ekpoma                     |
| Países Bajos              | Ona Moody                    | 25   | Ámsterdam                  |
| Panamá                    | Solaris Barba                | 23   | Herrera                    |
| Paraguay                  | Leah Ashmore                 | 27   | Villarrica                 |
| Perú                      | Alessia Rovegno              | 24   | Lima                       |
| Polonia                   | Aleksandra Klepaczka         | 23   | Bukowiec                   |
| Portugal                  | Telma Madeira Δ              | 23   | Póvoa de Varzim            |
| Puerto Rico               | Ashley Cariño                | 28   | Fajardo                    |
| República Checa           | Sára Mikulenková Δ           | 20   | Valašské Meziříčí          |
| República Dominicana      | Andreína Martínez Δ          | 25   | Santiago de los Caballeros |
| Rusia                     | Anna Linnikova               | 22   | Oremburgo                  |
| Santa Lucía               | Sheris Paul                  | 27   | Morne Dudon                |
| Seychelles                | Gabriella Gonthier Δ         | 24   | Mahé                       |
| Singapur                  | Carissa Yap                  | 22   | Singapur                   |
| Sudáfrica                 | Ndavi Nokeri                 | 23   | Tzaneen                    |
| Suiza                     | Alia Giundi                  | 19   | Fully                      |
| Tailandia                 | Anna Sueangam-iam            | 24   | Bangkok                    |
| Trinidad y Tobago         | Tya Jané Ramey               | 24   | Puerto España              |
| Turquía                   | Aleyna Şirin                 | 21   | Malatya                    |
| Ucrania                   | Viktoria Apanasenko Δ        | 29   | Chernígov                  |
| Uruguay                   | Carla Romero Δ               | 24   | Montevideo                 |
| Venezuela                 | Amanda Dudamel               | 23   | Mérida                     |
| Vietnam                   | Nguyễn Thị Ngọc Châu         | 28   | Tây Ninh                   |

- Δ: indica que la candidata fue designada directamente o a través de un proceso de casting.